# St. Clair (Michigan)
St. Clair é uma cidade localizada no estado americano de Michigan, no Condado de St. Clair.

## Demografia
Segundo o censo americano de 2000, a sua população era de 5802 habitantes.

## Geografia
De acordo com o United States Census Bureau tem uma área de
8,9 km², dos quais 7,2 km² cobertos por terra e 1,7 km² cobertos por água.

## Localidades na vizinhança
O diagrama seguinte representa as localidades num raio de 24 km ao redor de St. Clair.